# Cabezaje
El cabezaje era un impuesto que pagaban los moros que se quedaban en los reinos cristianos españoles después de la Reconquista.
Era una capitación, pues se pagaba un tanto por cabeza y de ahí su nombre. En realidad era común a moros y judíos: en el primer caso se llamaba morería y también cabezaje de moros y se pactaba generalmente en la rendición o toma de ciudades, a la manera de lo que hacían los árabes con los cristianos cuando conquistaban las de estos; este impuesto alcanzó un considerable desarrollo merced a las victorias de san Fernando, a quien los moros de Sevilla se comprometieron a pagar 594.000 reales semanalmente.
El cabezaje de los judíos se denominaba aljamas o juderías y se fijó primeramente en 30 dineros por cabeza, en recuerdo de las treinta monedas de plata de Judas; pro sufrió posteriormente grandes aumentos.